# Sievert Allen Rohwer
Sievert Allen Rohwer (Telluride, 22 december 1887 - 12 februari 1951) was een Amerikaans entomoloog, die gespecialiseerd was in de Hymenoptera (Vliesvleugeligen).
Hij hield zich voornamelijk bezig met de taxonomie van insecten, samen met United States Department of Agriculture. Rohwer schreef in 1911 zijn belangrijkste werk : Technical papers on miscellaneous forest insects. II. The genotypes of the sawflies or woodwasps, or the superfamily Tenthredinoidea. Dit was een werk over insecten (voornamelijk wespen) uit het woud en het bos, die hij categoriseerde onder de superfamilie Tenthredinoidea. Verder beschreef hij nog vele andere soorten uit de orde der vliesvleugeligen.
Zijn collectie opgezette insecten en beschrijvingen worden bewaard door het National Museum of Natural History.
- Biblioteca Nacional de España: XX4693372
- Gemeinsame Normdatei: 1146165307
- International Standard Name Identifier: 0000 0003 8578 0896
- Library of Congress Control Number: n91038576
- Nederlandse Thesaurus van Auteursnamen: 237494582
- SNAC: w66b10h7
- Système universitaire de documentation: 195011937
- Museum of New Zealand Te Papa Tongarewa: 23790
- Virtual International Authority File: 248585157
- WorldCat: E39PBJfcPMxFyXJY388CrjvWDq